# Qaret Um El Saghir
Qaret Um El Saghir, Qarat Umm El Sagheir, ou simplement Qara ou Cara (en arabe : واحة القارة) est une oasis située dans le gouvernorat de Marsa-Matruh, dans le nord-ouest de l'Égypte. Elle est habitée par des berbérophones.

## Géographie

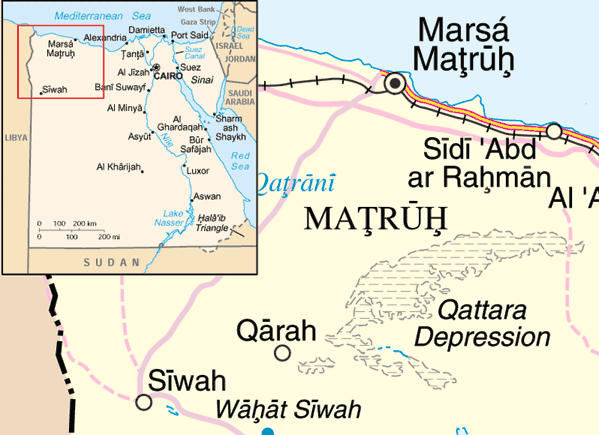
Situation en Égypte de Qaret Um El Saghir.

Qaret Um El Saghir est située dans le désert Libyque, entre la dépression de Qattara et l'oasis de Siwa.

## Climat
Qaret Um El Saghir possède un climat désertique chaud (classification de Köppen BWh) ; la température moyenne annuelle est de 20,8 °C. La moyenne des précipitations annuelles est de 22 mm.

## Histoire
L'oasis fut visitée en 1792 par l'explorateur britannique William George Browne.